# Heart of Glass
A Heart of Glass egy dal az amerikai Blondie rockegyüttes 1978-as Parallel Lines albumáról. Egyike az együttes leghíresebb és legsikeresebb dalainak, több slágerlistán az első helyet érte el. A szerzői Debbie Harry énekesnő és Chris Stein gitáros voltak.

## Története
Eredetileg 1975-ben vették fel One I Has a Love címen, sokkal lassabb stílusban, reggae és blues árnyalatokkal. Ezt a dalt gyakran előadták a turnékon, majd 1978-ban ugyanezen a néven újra felvették, még inkább rock orientált hangzással. A Parallel Lines album dalainak felvételekor a disco stílus nagy sikernek örvendett, ezért Mike Chapman producer úgy döntött, hogy ilyen stílusban vegyék fel a One I Has a Love-ot, majd átkeresztelték Heart of Glassra. A kislemez kiadást Chapman úgy keverte fel, hogy még egy dob hangzásréteget adott hozzá, amely még inkább kiemelte a ritmust.
A kislemez 1979 januárjában jelent meg, és listavezető lett Angliában és Amerikában is. Az angol kiadás B-oldalán a Rifle Range című dal szerepelt, amely az együttes első albumáról származott, míg az amerikai kiadás másik oldalára a Parallel Lines 11:59 dala került. A videóklip a New York-i Studio 54-ben készült.
A 7 hüvelykes kislemezen szereplő verzió országról országra változott, néhol az albumverzió (Anglia, 3:54), néhol a rövidített albumverzió (Amerika, 3:22) néhol pedig a 12 hüvelykes kislemezen lévő Disco Mix szerkesztett változata (4:10) szerepelt. Ez utóbbi került általában a különböző válogatásalbumokra: The Platinum Collection (1994), Greatest Hits: Sight + Sound (2005) és Greatest Hits: Sound & Vision (2006). Az együttes legelső válogatásalbumára, az 1981-es The Best of Blondie-ra Mike Chapman producer készített egy speciális változatot a Disco Mix és az Instrumentális Mix elemeiből, ez a változat később a 2002-es Greatest Hitsre is felkerült.
A Heart of Glass elhangzott a 2007-es Az éjszaka urai című thriller egy jelenetében.

## Fogadtatása
Nem sokkal a kibocsátása után már éles kritikák érték a dalt, mivel túlságosan könnyed hangvételűre sikeredett. Abban az időben a Blondie a New York-i new wave és punk együttesek zászlóshajója volt, és egészen 1978-ig bizonyos szinten underground zenekarnak számított. Ehhez képest meglepő fordulat volt, hogy egy diszkó slágert adtak ki kislemezként, és sokak szemében úgy tűnt, az együttes „eladta magát” a sikerekért, miközben a punk és new wave együttesek pont a fősodorbeli, mainstream kultúra ellen lázadtak.
További probléma volt, hogy a szöveg tartalmazta a „pain in the ass” (fájdalom a fenékben) kifejezést, amely miatt félő volt, hogy a rádió és televízióadók elutasítják a dalt. A rádióban való lejátszáshoz meg is kellett változtatni a szöveget, és a problémás részt kicserélték a „heart of glass” szövegre. Ausztráliában a „durva szövege” miatt nem játszották az adók.
A botrányok ellenére az együttes legnagyobb sikere lett, és nagyban elősegítette, hogy egyfajta underground státuszból rövid időn belül fősodorbeli sztárzenekarrá váljanak. Az együttes is elismerte, hogy a dalnak nagy szerepe volt a sikereikben, és az éles kritikák miatt sem tagadták meg annak stílusát, mondván, a Blondie mindig is próbálta felfedezni a zenei stílusok különböző területeit. Több interjúban tréfásan The Disco Songként utaltak rá.
A Q magazin 100 Songs That Changed The World listáján az 53. helyre sorolták. A Rolling Stone magazin „Minden idők 500 legjobb dalának listáján” a 255. helyre került.

## Kislemez kiadás

### UK 7" (CHS 2276)
1. Heart of Glass (Debbie Harry, Chris Stein) – 3:54
2. Rifle Range (Stein, R. Toast) – 3:41

### UK 12" (CHS 12 2276)
1. Heart of Glass (12" Disco Version) (Harry, Stein) – 5:50
2. Heart of Glass (12" Instrumental) (Harry, Stein) – 5:14
3. Rifle Range (Stein, R. Toast) – 3:41

### US 7" (CHS 2295)
1. Heart of Glass (Harry, Stein) – 3:22
2. 11:59 (Jimmy Destri) – 3:19

### US 12" (CDS 2295)
1. Heart of Glass (12" Disco Version) (Harry, Stein) – 5:50
2. Heart of Glass (12" Instrumental) (Harry, Stein) – 5:14

## Külső hivatkozások
- Dalszöveg
- Videóklip
- AllMusic kritika link (angolul)
- Slágerlista alakulása (angolul)